# Protomocerus pulcher
Protomocerus pulcher är en skalbaggsart som först beskrevs av Louis Albert Péringuey 1892.  Protomocerus pulcher ingår i släktet Protomocerus och familjen långhorningar.
Artens utbredningsområde är Malawi. Inga underarter finns listade i Catalogue of Life.